# Zevenbergseloop
De Zevenbergseloop is een beek die ontspringt in de wijk Zevenbergen in Lier.
Ze stroomt richting Boechout alwaar ze ter hoogte van Hoeve De Trommel in de Lachenenbeek komt.
Samen wateren ze af langs de wijk Pullaar en het Maaikeneveld om ter hoogte van het Hof van Lachenen samen met de Babelsebeek in de Nete te stromen.